# Château de Lanrigan
Le château de Lanrigan est un château situé dans la commune de Lanrigan, dans le nord du département français d'Ille-et-Vilaine, région Bretagne.

## Localisation
Le domaine se trouve dans le bourg de la commune de Lanrigan, au nord de l'église et le long de la route départementale D83.

## Historique
Construit au XVIe siècle, la façade ouest a été réaménagée au début des années 1860 par l'architecte Jacques Mellet Il fait l’objet d’une inscription au titre des monuments historiques le 26 mars 1973.